# Mopsella dichotoma
Mopsella dichotoma is een zachte koraalsoort uit de familie Melithaeidae. De koraalsoort komt uit het geslacht Mopsella. Mopsella dichotoma werd in 1766 voor het eerst wetenschappelijk beschreven door Pallas. 